# Route nationale 529
Pour les articles homonymes, voir Route 529.
La route nationale 529, ou RN 529, est une ancienne route nationale française reliant Champ-sur-Drac à la Mure.
À la suite de la réforme de 1972, elle a été déclassée en RD 529.

## Histoire
À sa création en 1933, la route nationale 529 est définie « de Champ-sur-Drac à la Mure ».

## En tant que déviation de la RN 85
La RD 529 est la route déviation de la route nationale 85 reliant Grenoble à Gap, due à la présence d'une portion de route très difficile sur son parcours, la rampe de Laffrey, tous transports de plus de huit tonnes sont donc interdits sur la RN 85, ils doivent prendre la RD 529 à Champ-sur-Drac pour reprendre la Route Napoléon au niveau de La Mure.

## Tracé
- Champ-sur-Drac
- Saint-Georges-de-Commiers
- Notre-Dame-de-Commiers
- Monteynard
- La Motte-Saint-Martin
- La Motte-d'Aveillans
- Le Villaret, commune de Susville
- La Mure